# Nuevo Bosque
Nuevo Bosque är en ort i Mexiko.   Den ligger i kommunen Villa Victoria och delstaten Mexiko, i den sydöstra delen av landet, 100 km väster om huvudstaden Mexico City. Nuevo Bosque ligger 2 600 meter över havet och antalet invånare är 655.
Terrängen runt Nuevo Bosque är kuperad österut, men västerut är den platt. Runt Nuevo Bosque är det ganska tätbefolkat, med 166 invånare per kvadratkilometer. Närmaste större samhälle är Villa Victoria, 7,7 km sydost om Nuevo Bosque. Trakten runt Nuevo Bosque består till största delen av jordbruksmark.